# Andrzej Dobrzeniecki

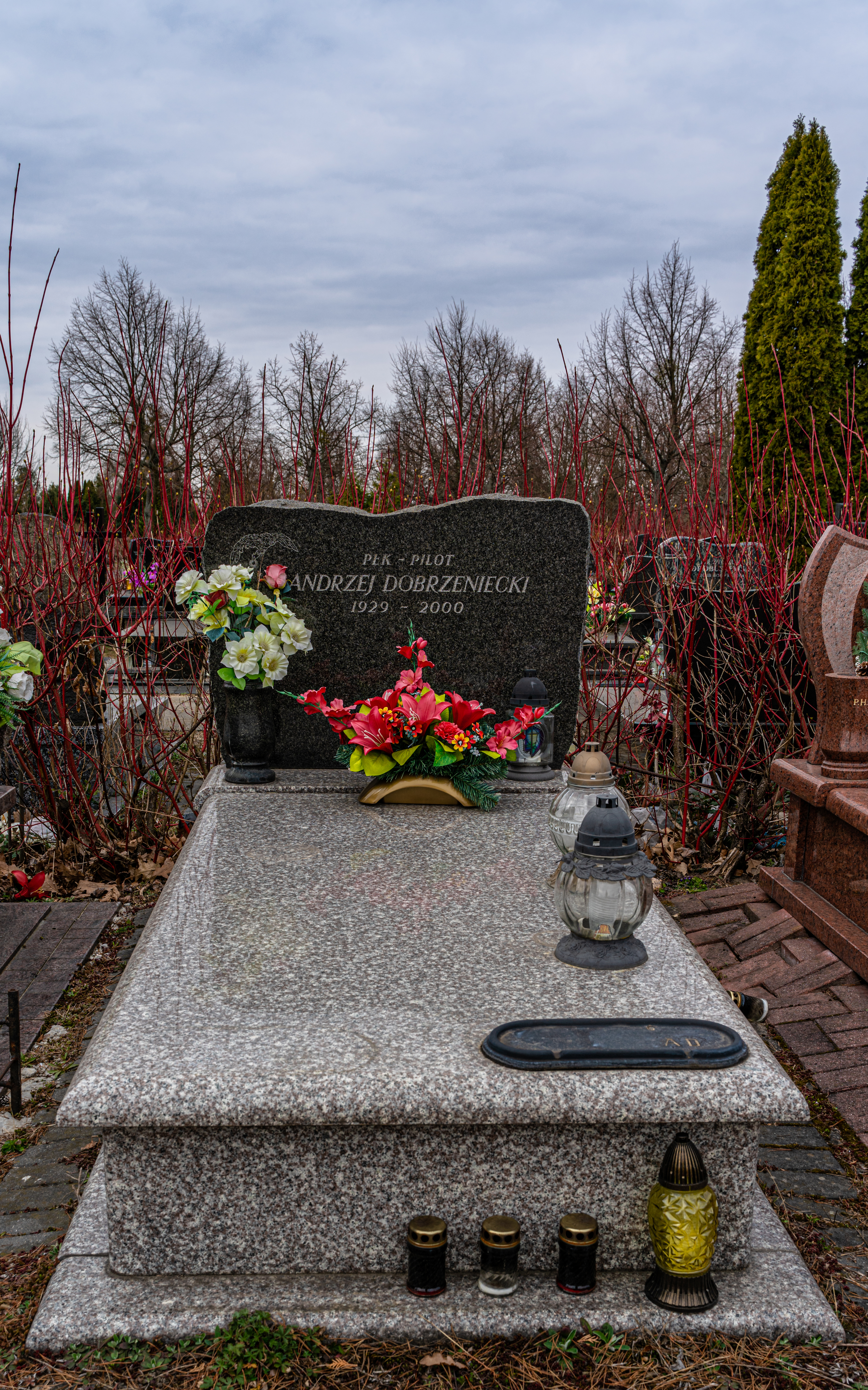
Grób Andrzeja Dobrzenieckiego na cmentarzu komunalnym Północnym w Warszawie

Andrzej Dobrzeniecki (ur. 7 marca 1929 w Wągrowcu, zm. 30 sierpnia 2000 w Warszawie) – podpułkownik pilot Wojska Polskiego. Jeden z pilotów testowych samolotów Lim-5M i Lim-6bis.

## Życiorys
Po ukończeniu Gimnazjum Pedagogicznego w Wągrowcu w roku 1947 został powołany do zasadniczej służby wojskowej. W 1948 ochotniczo wstąpił do Oficerskiej Szkoły Lotniczej w Dęblinie, którą ukończył w stopniu podporucznika. Skierowany do służby w 1 pułku lotnictwa myśliwskiego, od 1950 dowódca klucza lotniczego w tym pułku, od 1952 dowódca eskadry. Później został inspektorem pilotażu w Dowództwie 5 Dywizji Lotnictwa Myśliwskiego.
W 1951 jako jeden z pierwszych polskich pilotów został przeszkolony w ZSRR na samolocie Jak-17UTI.
W latach 1954–1956 był pierwszym dowódcą 62 pułku szkolno-treningowego w Poznaniu. Od 1964 r. pełnił obowiązki szefa wydziału inspektorów lotnictwa w Zarządzie Szkolenia Lotniczego, od roku 1966 szef tego wydziału w Inspektoracie Lotnictwa. W latach 1970–1974 piastował stanowisko zastępcy szefa zespołu Wojsk Lotniczych w Inspekcji Sił Zbrojnych.
W roku 1968 zasiadał w komisji badającej działalność Aeroklubu PRL. Był przewodniczącym Podkomisji Specjalistycznej do spraw Szkolenia.
Pilot wojskowy pierwszej klasy z nalotem ogólnym ponad 1500 godzin. Odznaczony m.in. Krzyżem Kawalerskim Orderu Odrodzenia Polski (1972). Pochowany na cmentarzu Północnym w Warszawie.

## Publikacje
- Pamiętnik pilota (1969) – w oparciu o osobisty dziennik lotów przedstawia odradzanie się polskiego lotnictwa po II wojnie światowej, traktuje o pracy i nauce młodego pilota odrzutowych myśliwców w tamtym czasie[8].

## Działalność agenturalna
Według materiałów zgromadzonych w inwentarzu Instytutu Pamięci Narodowej był w latach 1948-1965 tajnym współpracownikiem (informatorem) Informacji Wojskowej oraz Wojskowej Służby Wewnętrznej o pseudonimie "Nyssa".